# Kokomian
Kokomian  est une localité du nord-est de la Côte d'Ivoire, située dans la sous-préfécture du même nom, département de Koun-Fao, région du Gontougo, district du Zanzan. La localité de Kokomian est un chef-lieu de commune.
Au recensement de 2014, Kokomian compte 2 195 habitants.